# Unterbiberger Hofmusik

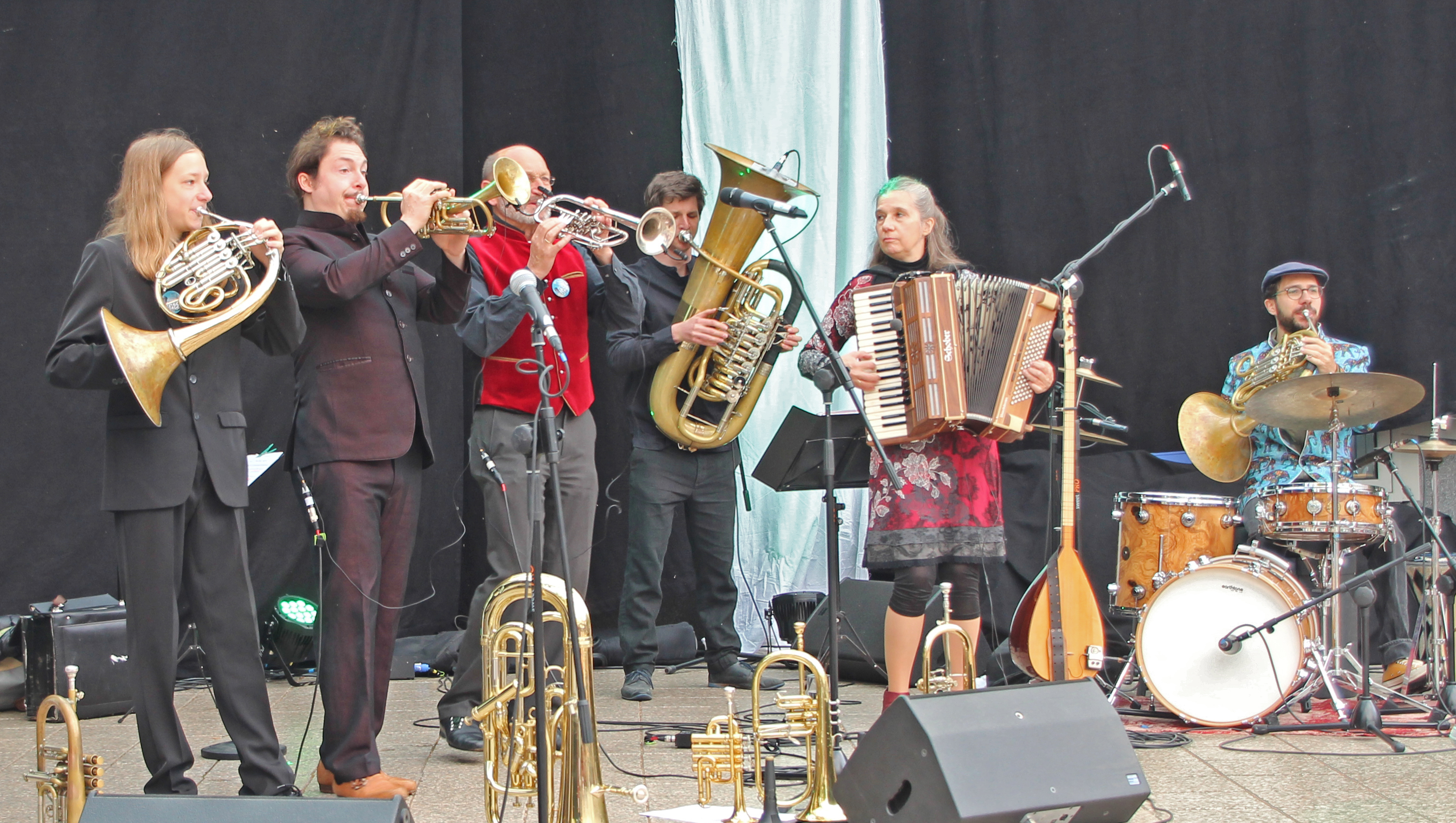
Die Unterbiberger Hofmusik auf den Jazztagen in Idar-Oberstein 2017. V. l. n. r.: Franz Himpsl jr., Xaver Maria Himpsl, Franz Josef Himpsl, Florian Mayrhofer, Irene Himpsl, Ludwig Maximilian Himpsl

Die Unterbiberger Hofmusik ist ein Ensemble aus dem Raum München, das seit 1992 Volksmusik mit Jazz vermischt. Die Familie Himpsl stellt den Hauptteil ihrer Besetzung. Sie gehört zu den Wurzeln der Neuen Volksmusik oder dem Tradimix in Bayern.

## Geschichte
Im Zentrum des Ensembles, das in Unterbiberg seine Heimat hat, stehen Franz Josef und Irene Himpsl. Trompeter Franz Josef Himpsl wechselte nach einem klassischen Musikstudium und ersten Engagements als Profimusiker den Beruf und studierte noch einmal, um Realschullehrer zu werden. Ehefrau Irene Himpsl kommt ursprünglich ebenfalls aus der klassischen Musik. Sie studierte Schulmusik mit Hauptfach Klavier (u. a. bei Gitti Pirner) und kam durch ihren Mann zur Volksmusik und zum Akkordeon, das sie auch bei der Hofmusik spielt. Zunächst ohne größere Ambitionen spielten die beiden bayerische Volksmusik – für Freunde, auf Hochzeiten und Festen und vor allem für sich selbst.
Doch die Himpsls pflegten die Volksmusik nur unter anderem; auch als Jazztrompeter war Franz Himpsl aktiv. Zur eigenen Fortbildung besuchte er 1992 einen Meisterkurs, den der brasilianische Startrompeter Claudio Roditi in Stuttgart abhielt. Es entstand eine lockere Verbindung, die eine Fortsetzung erfuhr als Roditi wenig später mit der Klaus Ignatzek Group im Münchener Jazzclub Unterfahrt spielte. Bei einem Besuch in Unterbiberg überraschte das Ehepaar Himpsl den Gast mit einem bayerischen Ständchen. Claudio Roditi, der eine Affinität zu alten europäischen Musiktraditionen hat, war begeistert, griff spontan zur Trompete und improvisierte über das Spiel – eine Crossover-Idee war geboren.
Doch die bayerischen Gastgeber nahmen die Begeisterung des Jazz-Stars, der aus dieser Session im privaten Kreis ein Konzertprojekt machen wollte, nicht recht ernst. "Am Palmsonntag 1994", erinnert sich Franz Himpsl, "kam der Anruf von Roditi, der mir endgültig klarmachte, dass ihm die Sache ernst war."
An drei Tagen entstand im folgenden Jahr "Bajazzo", die erste CD der Unterbiberger Hofmusik. Erst nach dieser Aufnahme wurde aus dem Studio- auch ein Tourprojekt. Dessen Erfolg schlug sich in einer weiteren CD-Produktion nieder. Dafür wurde die ursprüngliche Besetzung des Ensembles mit Trompete, Akkordeon, Harfe und Tuba um den Posaunisten Erwin Gregg erweitert. Dazu kamen als Gäste wiederum Claudio Roditi sowie Jay Ashby und Hannes Läubin.
Für die nächste CD ("Vivamus"), aufgenommen in den Studios des Bayerischen Rundfunks, kam auch die brasilianische Musik ins Spiel. Dort spielten erstmals die damals elf bzw. neun Jahre alten Söhne der Himpsls, Xaver (Trompete) und Ludwig (Waldhorn), mit. Seit der vierten CD gehört auch der australische Trompeter Andrew McNaughton zum Ensemble.
Mit ihrer CD Bavaturka betreiben sie in Zusammenarbeit mit Şeref Dalyanoğlu und anderen Solisten wie Matthias Schriefl und Jay Ashby das erste Mal eine Mischung von bayerischer und türkischer Volkskultur. Franz Himpsl lernte für dieses Projekt auch Türkisch.
Seit November 2013 ist außerdem ihre CD zum Weihnachtsprojekt "Stern über Biburg" im Handel erhältlich. Hier beschäftigen sie sich zusammen mit dem Vibraphonisten Wolfgang Lackerschmid und ihrem alten Freund Claudio Roditi, mit weihnachtlichen Klängen nicht nur aus Bayern.
Im September 2015 erschien ihr Album Bavaturka Vol. II, auf dem sie sich noch tiefer mit der türkischen Musik beschäftigt haben.
Seit März 2017 heißt ihr neues Liveprogramm "Dahoam und Retour". Es spielt mit den vielfältigen Einflüssen, welche die Unterbiberger Hofmusik von ihren Touren mitbrachte, die sie nach Moskau, Ägypten, Indien und in die Türkei geführt hat.

## Musiker
- Franz Josef Himpsl – Trompete, Flügelhorn, Piccolotrompete, Gesang
- Irene Himpsl – Akkordeon
- Xaver Maria Himpsl – Trompete, Flügelhorn, Piccolotrompete, Gesang
- Ludwig Maximilian (Wiggerl) Himpsl – Waldhorn, Percussion, Schlagzeug
- Franz Himpsl jr. – Waldhorn

Wechselnde Besetzungen:
- Konrad Sepp – Tuba
- Michael Engl – Tuba
- Florian Mayerhofer – Tuba

ehemalige Mitmusiker:
- Herbert Hornig – Tuba
- Hubert Hohmann – Tuba
- Irmgrad Gorzwski – Harfe
- Kathrin Pechlof – Harfe
- Dirk Janoske – Posaune
- Erwin Gregg – Posaune
- Martina Holler – Harfe
- Hannes Läubin – Trompete

## Solisten
- Claudio Roditi – Trompete
- Jay Ashby – Posaune
- Andrew McNaughton – Trompete
- Mathias Engl – Trompete
- Matthias Schriefl – Trompete
- Mathias Götz – Posaune
- Şeref Dalyanoğlu – Oud (Ud)
- Wolfgang Lackerschmid – Vibraphon

## Diskographie
1. BAJAZZO  Unterbiberger Hofmusik meets Claudio Roditi (1995)
2. VIVAMUS (1997)
3. made in USA (1998)
4. the 4th (2002)
5. Bavaria meets the world LIVE (2004)
6. Made in Germany (2008)
7. Bavaturka (2012)
8. Stern über Biburg (November 2013)
9. Bavaturka Vol.II (September 2015)
10. Dahoam und Retour (September 2019) Bestenliste Preis der deutschen Schallplattenkritik 2019[1]

## Unterwegs und "Meilensteine"
- 1995 – Erste CD-Aufnahmen
- 1998 – Auftritt 50 Jahre Verfassungskonvent Herrenchiemsee
- 1998 – Erste USA-Tournee
- 1998 – Auftritt Eröffnung Bayrische Vertretung in Berlin
- 2000 – Tour Kasachstan/Kirgisien
- 2003 – Erste Tour Türkei
- 2005 – Auf Einladung des Goethe-Instituts in Izmir und Istanbul
- 2007 – Tour Griechenland
- 2012 – Tour Türkei
- 2013 – "Deutscher Frühling" in Estland
- 2014 – Tour Türkei (Istanbul, Izmir, Adana)
- 2014 – Auftritt im Schloss Bellevue in Berlin
- 2015 – Tour Ost-Türkei (Diyarbakır, Şanlıurfa, Gaziantep)
- 2015 – Tour Russland (Moskau, St. Petersburg)
- 2016 – Tour Indien (Daman, Mumbai, Delhi)
- 2016 – Tour Ägypten (Kairo)
- 2017 – Tour Iran/Tunesian/Ägypten
- 2018 – Konzerte in Berlin/Konzerthaus am Gendarmenmarkt und Hamburg/Elbphilharmonie